# Communauté de communes de Carentan-en-Cotentin
La communauté de communes de Carentan-en-Cotentin est une ancienne communauté de communes française, située dans le département de Manche en région Basse-Normandie.

## Historique
Réunissant quatorze communes, la communauté de communes de Carentan en Cotentin est créée par arrêté préfectoral du 20 septembre 2002.
Au 1er janvier 2014, elle fusionne avec la communauté de communes de Sainte-Mère-Église pour former la communauté de communes de la Baie du Cotentin qui intègre également les communes de Houtteville (issue de la communauté de communes de La Haye-du-Puits), de Tribehou et Montmartin-en-Graignes (issues de la communauté de communes de la région de Daye).

## Administration
| Période      | Période       | Identité             | Étiquette | Qualité           |
| ------------ | ------------- | -------------------- | --------- | ----------------- |
| octobre 2002 | décembre 2013 | Jean-Pierre Lhonneur | UMP       | Maire de Carentan |

## Composition
L'intercommunalité fédérait quatorze communes (douze du canton de Carentan, une du canton de La Haye-du-Puits et une du canton de Périers) :
- Appeville
- Auvers
- Baupte
- Brévands
- Carentan
- Catz
- Méautis
- Saint-André-de-Bohon
- Saint-Côme-du-Mont
- Saint-Georges-de-Bohon
- Saint-Hilaire-Petitville
- Saint-Pellerin
- Sainteny
- Les Veys